# Безушники
Безушники (лат. Anotogaster) — род разнокрылых стрекоз в составе семейства булавобрюхов (Cordulegastridae). Название роду дано в связи с тем, что брюшко у основания не имеет ушковидиых выростов.

## Описание
Крупные стрекозы с преимущественно чёрно-жёлтой окраской тела. Отличительной чертой представителей рода является отсутствие ушковидиых выростов у основания брюшка. Яйцеклад самок очень длинный, однако, яйца откладываются на лету в грунт, на небольшую глубину водоёмов и без сопровождения самца. Личинки обитают в проточных водоёмах.

## Список видов
В состав рода входят следующие виды:
- Anotogaster antehumeralis Lohmann, 1993
- Anotogaster basalis Selys, 1854
- Anotogaster chaoi Zhou, 1998
- Anotogaster cornutifrons Lohmann, 1993
- Anotogaster flaveola Lohmann, 1993
- Anotogaster gregoryi Fraser, 1924
- Anotogaster klossi Fraser, 1919
- Anotogaster kuchenbeiseri (Förster, 1899)
- Anotogaster myosa Needham, 1930
- Anotogaster nipalensis (Selys, 1854)
- Anotogaster sieboldii (Selys, 1854)
- Anotogaster xanthoptera Lohmann, 1993